# Konstantin Istomine
Pour les articles homonymes, voir Istomine.
Konstantin Ivanovitch Istomine (en russe : Константин Иванович Истомин), né le 28 septembre 1807, mort le 2 octobre 1876, est un amiral russe, gouverneur militaire d'Arkhangelsk.

## Biographie
Né le 28 septembre 1807, frère aîné du héros de la défense de Sébastopol, le kontr-admiral Vladimir Ivanovitch Istomine. En 1819, il fut inscrit au Corps des cadets de la Marine, en 1821, il fut promu aspirant.
Au grade d'adjudant, le 20 octobre 1827, il prit part à la bataille de Navarin, pour sa bravoure au combat, il fut décoré de l’ordre de Sainte-Anne (4e classe - avec l'inscription « Pour bravoure »). En 1833, il lui fut remis l’ordre de Saint-Vladimir (4e classe). Le 5 décembre 1841, pour les 18 campagnes navales menées, il reçut l’ordre de Saint-Georges (4e classe).
Après 1845, Konstantin Ivanovitch Istomine prit part à plusieurs campagnes navales et commanda plusieurs navires. Le 7 avril 1846, il fut promu capitaine 1er rang, il fut également nommé aide de camp de l'empereur Nicolas Ier. Le 21 juillet 1849, dans la ville de Debrecen, il prit part à la répression lors de la Révolution de Hongrie. Le 18 avril 1853, il est promu kontr-admiral, en outre, il est admis dans la suite de Sa Majesté. Quelque temps plus tard, il est nommé chef du personnel du port de Kronstadt. Au cours de la guerre de Crimée, dans ce port, il repoussa l'attaque menée par les alliées.
Du 1er février 1860 au 6 août 1862, le contre-amiral Istomine occupa les postes de commandant en chef du port d'Arkhangelsk et de gouverneur militaire d'Arkhangelsk, à cette époque, il fut également admis à siéger au Conseil de l'Amirauté. Le 8 septembre 1860, il reçut l’ordre de Saint-Vladimir (2e classe). Le 23 avril 1861, il fut élevé au grade de vitse-admiral. Le 18 avril 1864, il reçut l’ordre de l’Aigle blanc (Russie impériale). Le 1er janvier 1870, il fut promu admiral de la Marine impériale de Russie. Le 16 avril 1872, il lui fut attribué l’Ordre de Saint-Alexandre Nevski.

## Décès et inhumation
L'amiral Konstantin Ivanovitch Istomine décéda le 2 octobre 1876, il fut inhumé au cimetière Nikolskoïe de la laure Alexandre Nevski à Saint-Pétersbourg.

## Distinctions
- Ordre de Sainte-Anne (4e classe - avec l'inscription « Pour bravoure ») ;
- 1833 : Ordre de Saint-Vladimir (4e classe) ;
- 5 décembre 1841 : Ordre de Saint-Georges (4e classe) ;
- 8 septembre 1860 : Ordre de Saint-Vladimir (2e classe) ;
- 18 avril 1864 : Ordre de l'Aigle blanc (Russie impériale) ;
- 16 avril 1872 : Ordre de Saint-Alexandre Nevski.

## Sources
- Encyclopédie militaire. Publiée par Ivan Dmitrievitch Sytine et Vasili Fiodorovitch Novitsky (1911-1915). Saint-Petersbourg.
- Dictionnaire biographique russe. Publié par Alexandre Alexandrovitch Polovtsov. (1896-1918)